# East Texas A&M Lions

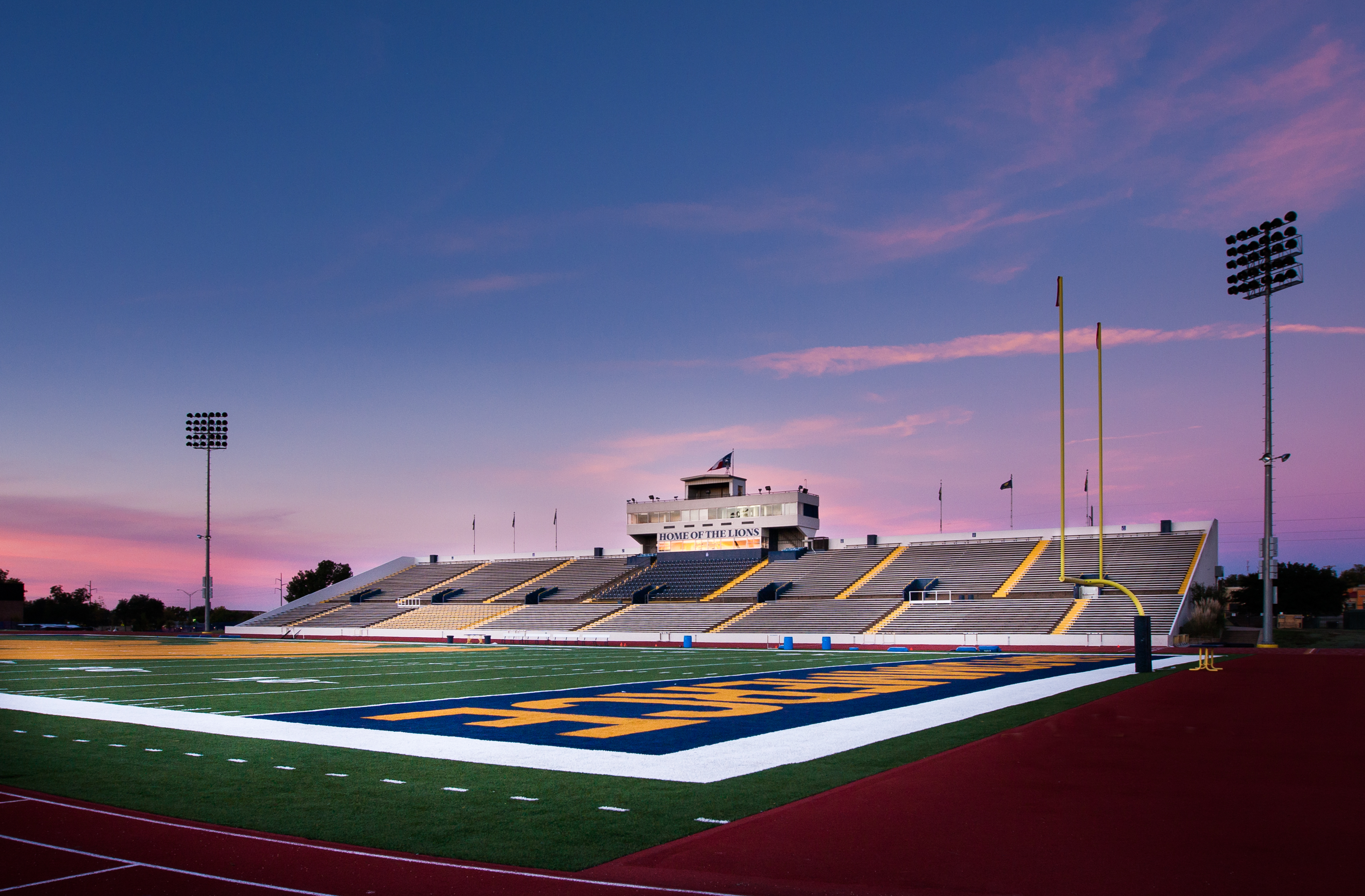
Ernest Hawkins Field.

East Texas A&M Lions (español: los leones de la Universidad de Texas Oriental A&M), conocidos también como ETAMU Lions y anteriormente East Texas State Lions, ETSU Lions, Texas A&M–Commerce Lions y TAMUC Lions, es el nombre de los equipos deportivos de la Universidad de Texas Oriental A&M, situada en Commerce, Texas. Los equipos de los Lions participan en las competiciones universitarias organizadas por la NCAA, y forman parte de la Southland Conference desde 2022.
La universidad cambió su nombre a East Texas A&M University el 7 de noviembre de 2024.

## Programa deportivo
Los Lions compiten en 6 deportes masculinos y en 6 femeninos:
| - Masculino - Baloncesto - Fútbol americano - Golf - Atletismo - Atletismo cubierta - Cross | - Femenino - Cross - Voleibol - Baloncesto - Atletismo - Atletismo cubierta - Fútbol - Softball - Golf |

### Fútbol americano
Los Lions llegaron a pelear nuevamente por el título nacional en 1980 con el futuro NFL-All Pro Quarterback Wade Wilson. Los Lions ganaron la conferencia y vencieron a Central Arkansas Bears en la ronda nacional de cuartos de final, pero perdieron la semifinal ante el eventual campeón Elon Phoenix. En 1984, Alan Veingrad fue nombrado Lone Star All-Conference, Lone Star Offensive Lineman of the Year y recibió el Division II and National Strength & Conditioning All-America.
Hawkins se retiró al final de la temporada de 1985, y Eddie Vowell, su coordinador defensivo, pasó a ser entrenador en jefe. Los Lions etuvieron mal en los dos primeros años de Vowell pero en el tercero los Lions volvieron a ser contendientes en la conferencia. En 1990 los Lions ganan la LSC por 23° ocasión y volvieron a clasificar al torneo nacional NCAA playoffs, vencieron a Grand Valley State Lakers en la primera ronda, pero perdieron ante el eterno equipo fuerte de la Division II, los Pittsburg State Gorillas en los cuartos de final. En 1991 los Lions se desquitaron de Pittsburg State en la temporada regular, cortando una racha de los Gorillas de 56 victorias consecutivas, y ganaron la LSC. Las expectativas crecieron con cada partido de los Lions por ser el mejor equipo del país. Sin embargo, los Lions volvieron a perder en cuartos de final nuevamente ante los Gorillas por 28–38 en el torneo nacional. los Lions terminaron como el segundo mejor equipo de la Division II.
En 2013 el presidente de la universidad Daniel Jones y el nuevo director atlético Ryan Ivey anunciaron la contratación de Colby Carthel como el nuevo entrenador en jefe. Carthel ganó siete partidos en su primera temporada venciendo a dos equipos preclasificados, y jugaron el Live United Texarkana Bowl. El bowl fue la primera aparición de los Lions en playoffs en 18 años, finalizando con marca de 7–5. Al año siguiente los Lions ganaron la Lone Star Conference por primera vez desde 1990. Tras quedarse afuera de los playoffs, los Lions fueron invitados al CHAMPS Heart of Texas Bowl donde vencieron a East Central Tigers. En 2015, Colby Carthel los clasificó al playoff nacional por primera vez en 20. Los Lions fueron eliminados en la primera ronda al perder 30-48 ante Ferris State. El equipo terminó con marca de 8–4 y ganó la Lone Star conference por segundo año consecutivo.

## Instalaciones deportivas

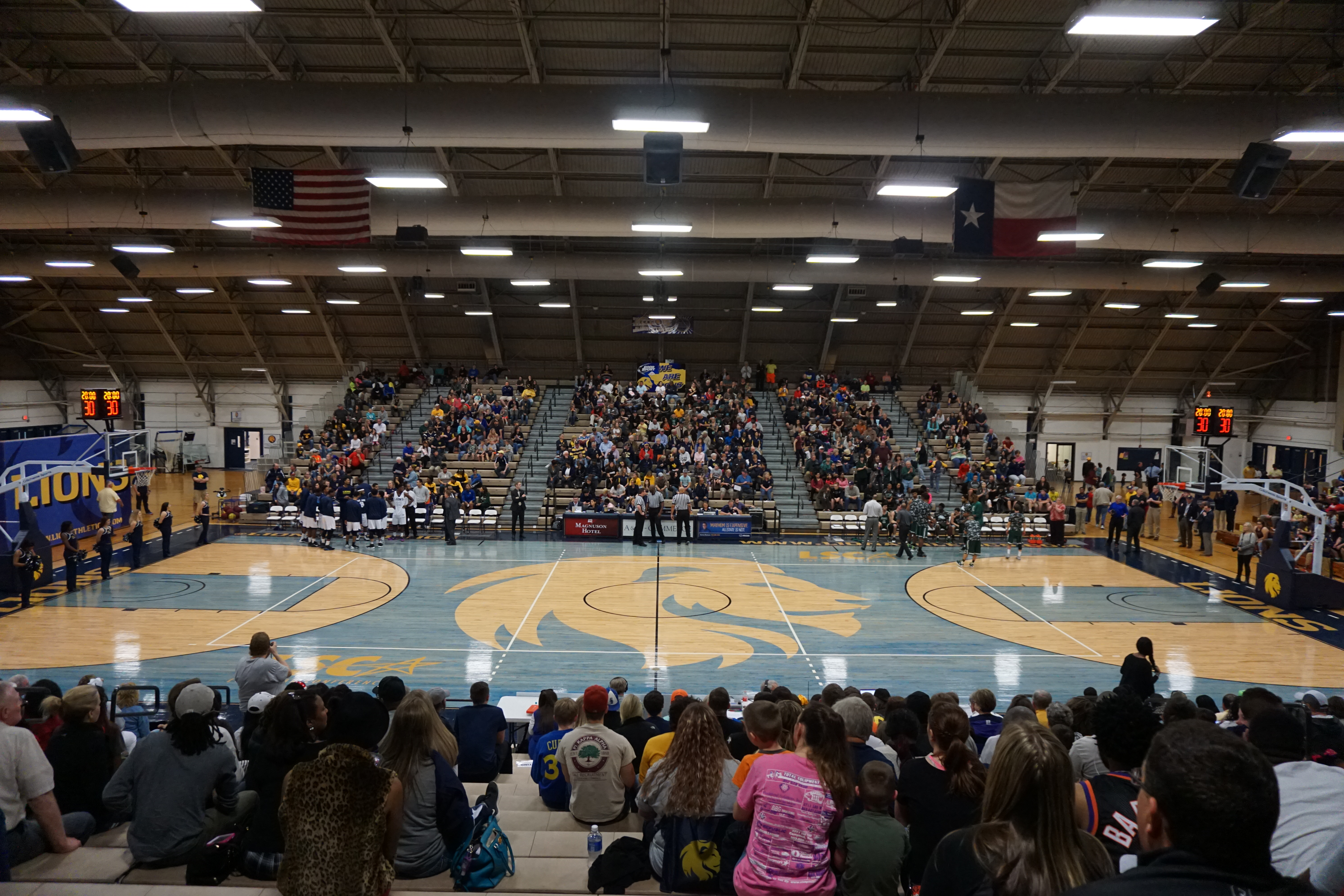
Interior del The Field House.

- Ernest Hawkins Field at Memorial Stadium, es el estadio donde disputa sus encuentros el equipo de fútbol americano, así como las competiciones de atletismo. Fue inaugurado en 1950, aunque ha sufrido diveresas renovaciones a lo largo de los años, la última de ellas en 2017. Tiene una capacidad para 11.582 espectadores.[5]
- The Field House es el pabellón donde disputan sus partidos los equipos de baloncesto y voleibol. Tiene una capacidad para 5.000 espectadores, y fue inaugurado en 1950.[6]

## Apodo y mascota
El apodo de los equipos deportivos de la universidad es el de Lions (leones), y su mascota se llama Lucky the Lion.